# Wilhelm Dilthey
Wilhelm Dilthey (Wiesbaden-Biebrich, 19 november 1833 - Seis am Schlern (Bozen-Zuid-Tirol), 1 oktober 1911) was een Duits historicus, psycholoog, pedagoog, socioloog en filosoof. Hij is vooral bekend als vertegenwoordiger van de hermeneutiek en de levensfilosofie.
Dilthey heeft Schleiermachers leer van de tekstuitleg getransformeerd tot een algemene methode van de geesteswetenschappen. Hij blijft trouw aan het concept van verstaan als een reconstructie en drukt op de samenhang van de beleving, de uitdrukking en het verstaan. 
Waar Immanuel Kant de ervaring analyseert die aan natuurwetenschappelijke kennis ten grondslag ligt, wil Dilthey de ervaring analyseren die ten grondslag ligt aan de geesteswetenschappen. De ervaringsstructuur is niet tijdloos, zoals bij Kant, maar is aan historische veranderingen onderhevig. Volgens Dilthey vooronderstelt culturele kennis een historisch a priori. Naast het intellect omvat dit ook de wil en het gevoel.(Oerintuïtie) 
Dilthey ziet beleving als geesteswetenschappelijke tegenhanger van de natuurwetenschappelijke ervaring. Subject en object laten zich niet scheiden, de werkelijkheid die we ervaren is altijd op een bepaalde wijze een beleefde werkelijkheid, met praktische doeleinden verbonden en met een esthetische waardering. Belevingen vormen een samenhang, een psychische structuur of belevingshorizon en zijn inherent verbonden aan verleden, heden en toekomst. Belevingen hebben een dynamische structuur, ze zijn niet puur persoonlijk. Tot uitdrukking gebrachte belevingen vormen de hele historische maatschappelijke wereld (moraal, recht, de staat, religie, kunst etc.). Blijvende uitdrukkingen vormen de werkingssamenhang, die we kunnen verstaan omdat we in een domein van gemeenschappelijkheid opgroeien. 
Verstaan is het nabeleven van een beleving middels de uitdrukking daarvan. Het verstaan beweegt zich van de uiting naar de betekenis, van buiten naar binnen.
Het verstaan is een reconstructie van betekenis, waardoor onze eigen horizon verruimt. Dilthey wil een objectief verstaan aantonen. Hij streeft een waarheid na die bestaat in de overeenstemming van de interpretatie en het geïnterpreteerde leven, en zo blijft hij trouw aan het correspondentiemodel van de waarheid.
Het begrip objectiviteit heeft bij Dilthey in de geesteswetenschappen een andere betekenis dan in de natuurwetenschappen. Een tekst is in de geesteswetenschappen een onveranderlijke, objectieve realiteit.

## Trivia
- De Russisch-Zwitserse filosofe Anna Tumarkin voerde een tijdje onderzoek bij Wilhelm Dilthey in Berlijn.[1]

## Werken
- 1971: Wilhelm Dilthey, Schriften zur Pädagogik (Studentenausgabe). Besorgt von Hans-Hermann Groothoff und Ulrich Herrmann. Paderborn, Ferdinand Schöningh.
- 1981: The Critique of Historical Reason; (onder red. van: Michael Ermarth)
- 1988: Introduction to the Human Sciences; (onder red. van: Ramon J. Betanzos)

- Selected Works; (onder red. van: Rudolf A. Makkreel | Frithjof Rodi)
  - Volume I: Introduction to the Human Sciences
  - Volume II: Different Modes of Formation in the Natural Sciences and in the Human Sciences
  - Volume III: The Formation of the Historical World in the Human Sciences
  - Volume IV: Hermeneutics and the Study of History